# Myrmecium
Myrmecium (лат.) — род мирмекоморфных пауков из семейства пауки-коринниды (Corinnidae). Неотропика. Южная Америка. 38 видов.

## Описание
Длина самцов от 5,1 до 12,0 мм, самок от 4,84 до 10,53 мм. Благодаря вытянутой форме тела с перетяжками и небольшому округлому стебельчатому брюшку Myrmecium внешне напоминают муравьёв. Сходны с родом пауков Sphecotypus O.P.-Cambridge, 1895 (юго-восточная Азия, Неотропика), по признаку наличия глубокой перетяжки на суженной головогруди, но отличается от него и других представителей подсемейства Castianeirinae тремя глубокими просомальными сужениями (в том числе, между тазиками II и III и между III and IV).

## Систематика
38 видов, чья валидность проверена в ходе родовой ревизии, проведённой в 2017 году бразильскими арахнологами Дэвидом Кандиани (David F. Candiani, Белу-Оризонти, Минас-Жерайс, Бразилия) и Александром Бональдо (Alexandre B. Bonaldo, Museu Paraense Emílio Goeldi, Coordenação de Zoologia, Laboratório de Aracnologia, Белен, Пара). Включён в состав подсемейства Castianeirinae семейства пауки-коринниды (Corinnidae).

### Список видов
- Myrmecium bifasciatum Taczanowski, 1874 — Бразилия, Французская Гвиана
- Myrmecium bonaerense Holmberg, 1881 — Аргентина
- Myrmecium camponotoides Mello-Leitão, 1932 — Бразилия[4]
  - = Myrmecium aurantiacum Mello-Leitão, 1941 — Бразилия[5]
- Myrmecium dacetoniforme Mello-Leitão, 1932 — Бразилия[4]
- Myrmecium fuscum Dahl, 1907 — Боливия
- Myrmecium latreillei (Lucas, 1856) — Бразилия
  - = Myrmecium gounellei Simon, 1896 — Бразилия[6]
  - = Myrmecium obscurum Keyserling, 1891 — Бразилия
- Myrmecium monacanthum Simon, 1897 — Венесуэла
- Myrmecium reticulatum Dahl, 1907 — Перу
- Myrmecium rufum Latreille, 1824 — Бразилия typus
  - = Myrmecium vertebratum (Walckenaer, 1837) — Бразилия
  - = Myrmecium itatiaiae Mello-Leitão, 1932 — Бразилия[4]
- Myrmecium trifasciatum Caporiacco, 1947 — Гайана
- Myrmecium viehmeyeri Dahl, 1907 — Перу
- Дополнения (2017): M. amphora (Venezuela); M. bolivari (Венесуэла, Колумбия); M. carajas (Бразилия); M. carvalhoi (Бразилия); M. catuxy (Бразилия, Колумбия); M. chikish (Перу); M. cizauskasi (Бразилия); M. oliveirai (Бразилия); M. deladanta (Эквадор); M. diasi (Бразилия); M. erici (British Guiana); M. ferro (Бразилия); M. indicatti (Бразилия); M. nogueirai (Бразилия, Перу); M. lomanhungae (Бразилия); M. machetero  (Боливия); M. malleum (Венесуэла, Колумбия); M. oompaloompa (Бразилия, Guyana); M. otti (Бразилия, Перу); M. pakpaka (Перу); M. raveni (Бразилия); M. ricettii  (Бразилия, Колумбия); M. luepa  (Венесуэла); M. souzai  (Бразилия); M. tanguro  (Бразилия); M. tikuna  (Бразилия); M. urucu (Бразилия); M. yamamotoi (Бразилия, Суринам).